# Sri-lankische Cricket-Nationalmannschaft in Pakistan in der Saison 2019/20
Die Tour der sri-lankischen Cricket-Nationalmannschaft nach Pakistan in der Saison 2019/20 fand vom 27. September bis zum 9. Oktober, sowie vom 11. bis zum 23. Dezember 2019 statt. Die internationale Cricket-Tour war Bestandteil der Internationalen Cricket-Saison 2019/20 und umfasste zwei Tests, drei ODIs und drei Twenty20s. Die Test-Serie ist Bestandteil der ICC World Test Championship 2019–2021. Pakistan gewann die Test-Serie 1–0 und die ODI-Serie 2–0, während Sri Lanka die Twenty20-Serie 3–0 gewann.

## Vorgeschichte
Für beide Mannschaften war es die erste Tour der Saison. Das letzte Aufeinandertreffen der beiden Mannschaften bei einer Tour fand in der Saison 2017/18 in den Vereinigten Arabischen Emiraten statt.
Nach Terrordrohungen stand die Tour vor der Absage, nachdem zahlreiche sri-lankische Spieler sich schon im Vorfeld geweigert hatten nach Pakistan zu reisen. Nach einer Überprüfung der Sicherheitsvorkehrungen und der Garantie das die Maßnahme denen von Besuchen von Staatsoberhäuptern angeglichen werden entschied sich Sri Lanka dennoch anzutreten. Am 14. November 2019 wurde bekannt, dass Sri Lanka auch eine Test-Serie in Pakistan bestreiten wird. Es ist die erste Test-Serie die in Pakistan seit dem Anschlag auf die sri-lankische Nationalmannschaft in Lahore im Jahr 2009.

## Stadien
Die folgenden Stadien wurden für die Tour als Austragungsort vorgesehen.
| Stadion                    | Stadt      | Kapazität | Spiele               |
| -------------------------- | ---------- | --------- | -------------------- |
| National Stadium           | Karachi    | 34.228    | 2. Test; 1. – 3. ODI |
| Gaddafi Stadium            | Lahore     | 60.000    | 1. – 3. T20          |
| Rawalpindi Cricket Stadium | Rawalpindi | 25.000    | 1. Test              |

## Kaderlisten
Sri Lanka benannte seine Limited-Overs-Kader am 11. September und seinen Test-Kader am 29. November 2019. Pakistan benannte seinen ODI-Kader am 21. September und den Twenty20-Kader am 2. Oktober 2019.
| Test | Test | ODI | ODI | Twenty20 | Twenty20 |
| Pakistan | Sri Lanka | Pakistan | Sri Lanka | Pakistan | Sri Lanka |
| --- | --- | --- | --- | --- | --- |
| - Azhar Ali (K) - Abid Ali - Asad Shafiq - Babar Azam - Fawad Alam - Haris Sohail - Imam-ul-Haq - Imran Khan - Kashif Bhatti - Mohammad Abbas - Mohammad Rizwan (wk) - Naseem Shah - Shaheen Afridi - Shan Masood - Usman Shinwari - Yasir Shah | - Dimuth Karunaratne (K) - Dinesh Chandimal - Niroshan Dickwella - Lasith Embuldeniya - Asitha Fernando - Oshada Fernando - Vishwa Fernando - Lahiru Kumara - Suranga Lakmal - Angelo Mathews - Kusal Mendis - Dilruwan Perera - Kusal Perera (wk) - Kasun Rajitha - Lakshan Sandakan - Dhananjaya de Silva - Lahiru Thirimanne | - Sarfaraz Ahmed (K, wk) - Babar Azam (VK) - Abid Ali - Asif Ali - Fakhar Zaman - Haris Sohail - Iftikhar Ahmed - Imam-ul-Haq - Imad Wasim - Mohammad Amir - Mohammad Hasnain - Mohammad Nawaz - Mohammad Rizwan - Shadab Khan - Usman Shinwari - Wahab Riaz | - Lahiru Thirimanne (K) - Minod Bhanuka - Avishka Fernando - Oshada Fernando - Danushka Gunathilaka - Wanindu Hasaranga - Shehan Jayasuriya - Lahiru Kumara - Angelo Perera - Nuwan Pradeep - Kasun Rajitha - Sadeera Samarawickrama (wk) - Lakshan Sandakan - Dasun Shanaka - Isuru Udana | - Sarfaraz Ahmed (K, wk) - Babar Azam (VK) - Ahmed Shehzad - Asif Ali - Faheem Ashraf - Fakhar Zaman - Haris Sohail - Iftikhar Ahmed - Imam-ul-Haq - Imad Wasim - Mohammad Amir - Mohammad Hasnain - Mohammad Nawaz - Shadab Khan - Umar Akmal - Usman Shinwari - Wahab Riaz | - Dasun Shanaka (K) - Minod Bhanuka - Avishka Fernando - Oshada Fernando - Danushka Gunathilaka - Wanindu Hasaranga - Shehan Jayasuriya - Lahiru Kumara - Lahiru Madushanka - Angelo Perera - Nuwan Pradeep - Bhanuka Rajapaksa - Kasun Rajitha - Sadeera Samarawickrama (wk) - Lakshan Sandakan - Isuru Udana |

## One-Day Internationals

### Erstes ODI in Karachi
| 27. September Scorecard | Karachi | Pakistan | – | Sri Lanka |
|                         |         | Abgesagt |   |           |

### Zweites ODI in Karachi
| 30. September Scorecard | Karachi | Pakistan 305-7 (50)          | – | Sri Lanka 238 (46.5) |
|                         |         | Pakistan gewinnt mit 67 Runs |   |                      |

Ursprünglich sollte das 2. ODI am Tag zuvor stattfinden, wurde jedoch auf Grund der anhaltenden Regenfälle im Vorfeld um einen Tag verschoben.

### Drittes ODI in Karachi
| 2. Oktober Scorecard | Karachi | Sri Lanka 297-9 (50)           | – | Pakistan 299-5 (48.2) |
|                      |         | Pakistan gewinnt mit 5 Wickets |   |                       |

## Twenty20 Internationals

### Erstes Twenty20 in Lahore
| 5. Oktober Scorecard | Lahore | Sri Lanka 165-5 (20)          | – | Pakistan 101 (17.4) |
|                      |        | Sri Lanka gewinnt mit 64 Runs |   |                     |

### Zweites Twenty20 in Lahore
| 7. Oktober Scorecard | Lahore | Sri Lanka 182-6 (20)          | – | Pakistan 147 (19) |
|                      |        | Sri Lanka gewinnt mit 35 Runs |   |                   |

### Drittes Twenty20 in Lahore
| 9. Oktober Scorecard | Lahore | Sri Lanka 147-7 (20)          | – | Pakistan 134-6 (20) |
|                      |        | Sri Lanka gewinnt mit 13 Runs |   |                     |

## Tests

### Erster Test in Rawalpindi
| 11. – 15. Dezember Scorecard | Rawalpindi | Sri Lanka 308-6d (97) | – | Pakistan 252-2 (70) |
|                              |            | Remis                 |   |                     |

### Zweiter Test in Karachi
| 19. – 23. Dezember Scorecard | Karachi | Pakistan 191 (59.3) & 555-3d (131) | – | Sri Lanka 271 (85.5) & 212 (62.5) |
|                              |         | Pakistan gewinnt mit 263 Runs      |   |                                   |